# Hickory Flat
Hickory Flat – miasto w Stanach Zjednoczonych, w stanie Missisipi, w hrabstwie Benton.